# Ectemnonotum bilobatum
Ectemnonotum bilobatum är en insektsart som beskrevs av Schmidt 1909. Ectemnonotum bilobatum ingår i släktet Ectemnonotum och familjen spottstritar. Inga underarter finns listade i Catalogue of Life.